# Windows Imaging Format
El formato de imágenes de Windows (WIM) es un formato de imagen de disco basado en archivos. Fue desarrollado por Microsoft para ayudar a implementar Windows Vista y las versiones posteriores de la familia del sistema operativo Windows, así como también Windows Fundamentals for Legacy PCs. Los archivos WIM son paquetes comprimidos que incluyen una serie de archivos relacionados. El formato de un archivo WIM está optimizado para una compresión máxima con LZX, para la compresión rápida con XPRESS o sin comprimir.

## Diseño
Al igual que otros formatos de imagen de disco, un archivo WIM contiene un conjunto de archivos y metadatos asociados del sistema de archivos. Sin embargo, a diferencia de los formatos basados en sectores (como ISO o VHD), WIM se basa en archivos: la unidad de información fundamental en un WIM es un archivo.
Las principales ventajas de estar basado en archivos es la independencia del hardware y el almacenamiento de instancia única de un archivo al que se hace referencia varias veces en el árbol del sistema de archivos. Dado que los archivos se almacenan dentro de un solo archivo WIM, reduce la sobrecarga de abrir y cerrar muchos archivos individuales. El costo de leer o escribir muchos miles de archivos individuales en el disco local se niega mediante el almacenamiento en memoria caché de disco basado en hardware y software, así como la lectura y escritura secuencial de los datos.
Los archivos WIM pueden contener múltiples imágenes de disco, que se referencian por su índice numérico o por su nombre único. Debido al uso del almacenamiento de instancia única, cuanto más tenga en común cada imagen de disco sucesiva con las imágenes anteriores añadidas al archivo WIM, menos datos se agregarán. Un WIM también se puede dividir en varias partes, que tienen la extensión .swm.
Las imágenes WIM se pueden hacer de arranque. El cargador de arranque de Windows admite el inicio de Windows desde un archivo WIM. El DVD de instalación de Windows en Windows Vista y luego utiliza dichos archivos WIM. En este caso, BOOT.WIM contiene una versión de arranque de Windows PE desde la cual se realiza la instalación. Otros archivos de configuración se guardan en INSTALL.WIM.

## Herramientas

### ImageX
ImageX es la herramienta de línea de comandos utilizada para crear, editar y desplegar imágenes de disco de Windows en formato de imágenes de Windows. Se distribuye como parte del Kit de instalación automatizada de Windows (WAIK). Comenzando con Windows Vista, el programa de instalación de Windows usa la API de WAIK para instalar Windows.
El primer prototipo distribuido de ImageX fue compilación 6.0.4007.0 (main.030212-2037). Permitió a los socios OEM de Microsoft experimentar con la tecnología de imágenes y se desarrolló en paralelo con los prototipos alfa Longhorn. Se introdujo por primera vez en Milestone 4 en el proyecto Longhorn, y se usó en versiones posteriores de Longhorn. La compilación 6.0.5384.4 agregó ventajas significativas sobre las versiones anteriores, como capacidades de montaje de carpeta de solo lectura y lectura/escritura, división en varios archivos de imagen (SWM), un controlador de filtro WIM y los últimos algoritmos de compresión LZX. Se ha utilizado desde pre-RC (candidatos de lanzamiento) de Windows Vista.

### DISM
Deployment Image Servicing and Management (DISM) es una herramienta introducida en Windows 7 y Windows Server 2008 R2 que puede realizar tareas de mantenimiento en una imagen de instalación de Windows, ya sea una imagen en línea (es decir, la que el usuario está ejecutando) o una imagen sin conexión dentro de una carpeta o archivo WIM. Sus características incluyen montar y desmontar imágenes, consultar los controladores de dispositivos instalados en una imagen fuera de línea y agregar un controlador de dispositivo a una imagen fuera de línea. Ahora es posible reparar con DISM cualquier imagen usando un DVD de instalación de Windows o Windows Update.
Antes de Windows Server 2012 y Windows 8, DISM había incorporado la mayoría de las funciones de ImageX pero no todas; ImageX todavía se necesitaba para la captura de imágenes. Sin embargo, DISM desaprobó ImageX en Windows 8.

### Soporte en otros sistemas operativos
Desde el 30 de abril de 2012, está disponible una biblioteca de código abierto para manejar el formato WIM. Esta biblioteca se puede usar en sistemas similares a UNIX y en Windows. Gracias a este proyecto, las distribuciones de GNU/Linux ahora tienen su propio clon de ImageX llamado wimlib-imagex que permite montar imágenes WIM y administrarlas (leer/escribir) como cualquier otro sistema de archivos.
Como las imágenes WIM básicamente utilizan el algoritmo de compresión LZX, se puede acceder utilizando archivadores como 7-Zip.
Para otros sistemas operativos que pueden no admitir este formato, aún es posible convertir imágenes .wim a imagen ISO más comúnmente utilizada utilizando el Kit de implementación y evaluación de Windows en Windows.